# Schuncke (Musikerfamilie)
Schuncke (auch: Schunke) ist eine deutsche Musikerfamilie, der seit dem 18. Jahrhundert bedeutende Hornisten und andere Musiker entstammen.

## Familie
Ahnherr war der Bäckermeister Johann Gottfried Schuncke in Schkortleben nahe der Saalestadt Weißenfels, der im Nebenerwerb zum Tanz spielte und seine sieben Söhne musikalisch ausbildete. Fünf von ihnen wurden erfolgreiche Hornisten.
- Johann Gottfried Schuncke (1742–1807)
  - Johann Gottfried Schuncke (1777–1861), Hornist in Kassel und Stuttgart
    - Christian Louis/Ludwig Schuncke (1810–1834), Pianist und Komponist in Paris und Leipzig
    - Michael Friedrich Ernst Schuncke (1812–1876), Hornist in Stuttgart
      - Emma Schuncke  (1853–1946), Klavierpädagogin und Erzieherin in England und Stuttgart; durch Heirat mit Adolph Oetinger in Crailsheim (Familienarchiv bei einem Luftangriff 1945 zerstört)
      - Julius Schuncke (1855–1922), Chemie-Professor in Ludwigshafen und Baden-Baden
      - Wilhelm Schuncke (1857–1933), Fabrikant in Dittersdorf und Dresden (Villa Fliederhof)
        - Ernst Schuncke (1888–1970), Fabrikant ebenda
          - Gottfried Michael Schuncke (1929–2022)[1] Musikhistoriker und Verwalter des archivarischen Erbes[2]

    - Gustav Schuncke (1814–1849), Pianist und Pfarrer in Nordwürttemberg
    - Elise Wilhelmine Emilie Schuncke (1818–1888), Pianistin, Komponistin und mit Clara Schumann befreundet[3]
    - August Adolph Schuncke (1820–1881), Cellist und Komponist in Genf
    - Johann Gottfried Hugo Schuncke (1823–1909), kgl. Hofviolinist in Stuttgart
    - Sophie Marie Schuncke (1827–1902), Erzieherin und Klavierpädagogin in der Schweiz, in Frankreich und England
    - Anna Auguste Julie Schuncke (1831–1911), Erzieherin und Klavierpädagogin in England und Frankreich, später in Tübingen
    - August Gottlieb Emil Schuncke (1833–1887), Kaufmann und Waldhornist in Stuttgart und Straßburg
    - Luise Caroline Henriette „Jettchen“ Schuncke (1837–1919), Erzieherin, Komponistin[4] und Klavierpädagogin in England und Frankreich, später in Stuttgart

  - Johann Michael Schuncke (1778–1821), Hornist in Kassel und Stuttgart
    - Carl/Charles Schuncke (1801–1839), kgl. Hofpianist in Paris
    - Auguste Schuncke, Erzieherin und Klavierpädagogin in Stuttgart

  - Johann Andreas Schuncke (1780–1849), Hornist in Berlin
    - Julius Schuncke (1808–?), kgl. Hornist in Berlin, später Schauspieler
    - Carl Schuncke (1811–1879), kgl. Hornist in Berlin
    - Hermann Schuncke (1825–1898), kgl. Hornist in Berlin, später Klavierpädagoge und Komponist in Dresden

  - Friedrich Schuncke (1784–?), Ökonom in Weißenfels
  - Gottlob Schuncke (1790–?), Ökonom in Weißenfels
  - Johann Christoph Schuncke (1791–1856), Hornist in Karlsruhe
  - Johann Gotthilf Schuncke (1797–nach 1840), Hornist in Stockholm